# Тосос

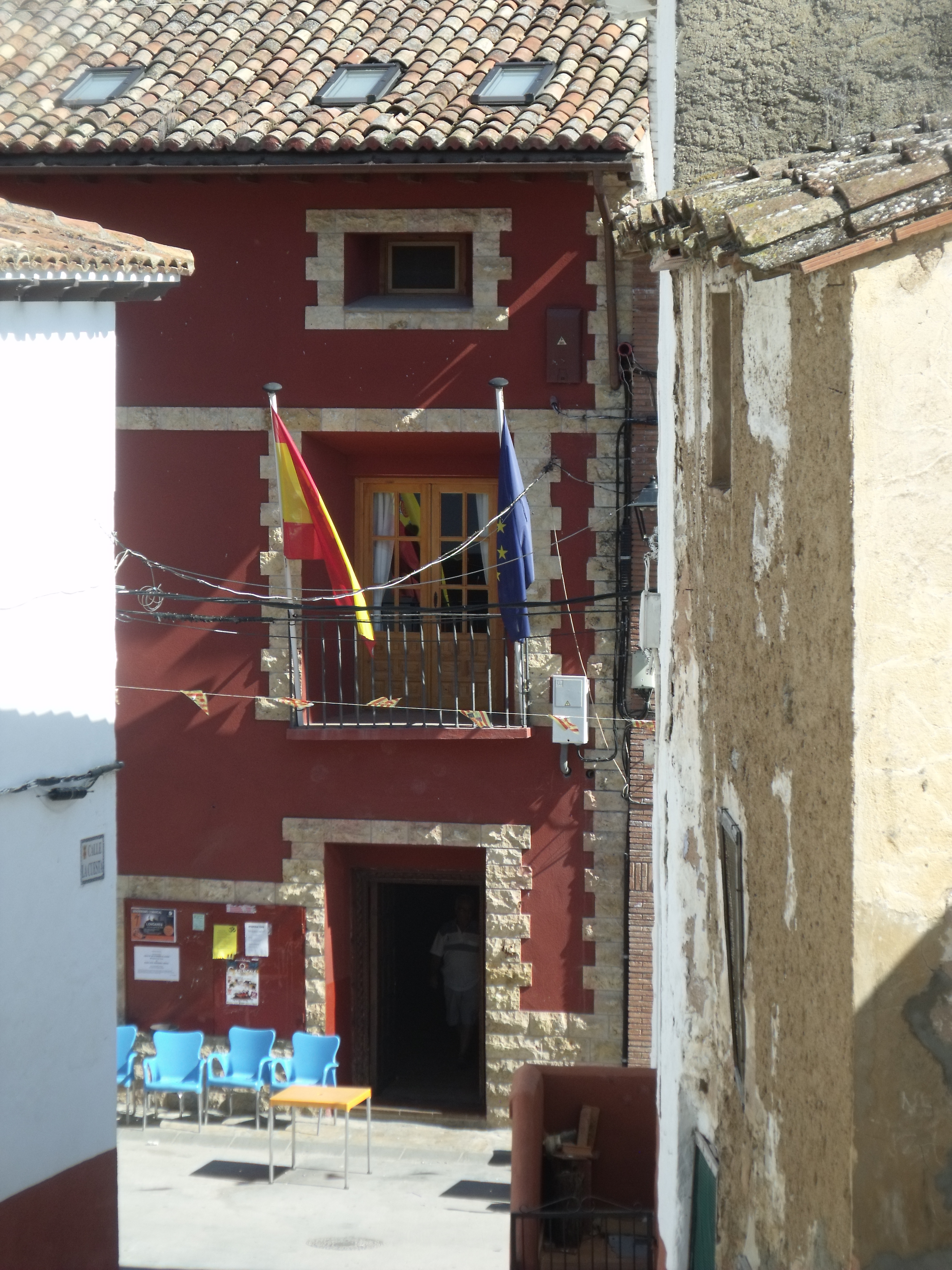

Тосос (ісп. Tosos) — муніципалітет в Іспанії, у складі автономної спільноти Арагон, у провінції Сарагоса. Населення — 245 осіб (2010).
Муніципалітет розташований на відстані близько 240 км на північний схід від Мадрида, 40 км на південний захід від Сарагоси.

## Демографія
Динаміка населення (INE ):